# キリル・コンドラシン

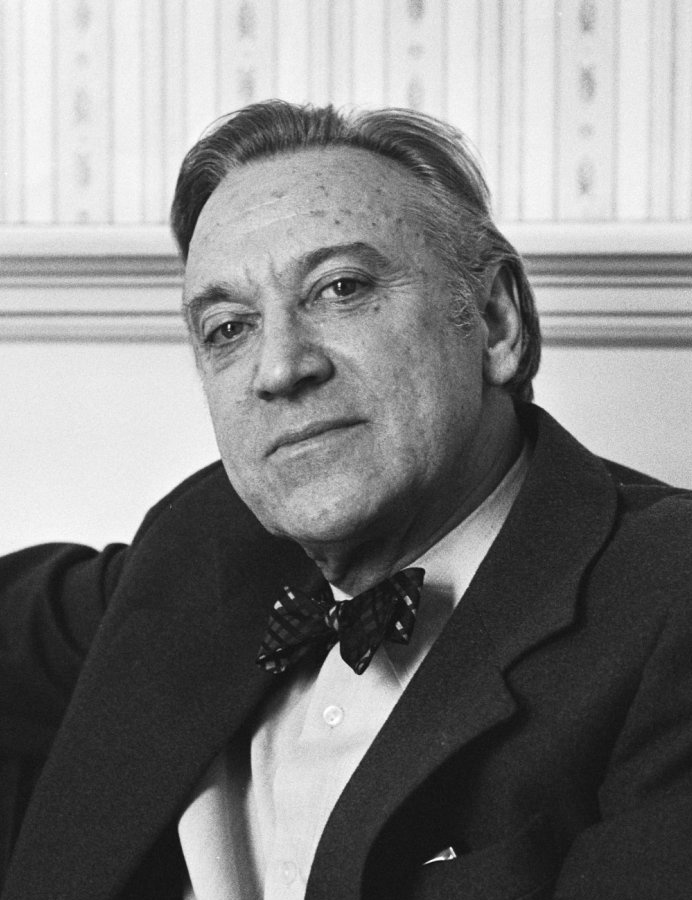
キリル・コンドラシン

キリル・ペトローヴィチ・コンドラシン（ロシア語: Кири́лл Петро́вич Кондра́шин, ラテン文字転写: Kirill Petrovich Kondrashin、1914年3月6日 - 1981年3月7日）は、旧ソ連出身の指揮者。
モスクワ・フィルハーモニー管弦楽団在任中、ショスタコーヴィチの交響曲の初演に携わった。交響曲第4番、交響曲第13番「バビ・ヤール」は、コンドラシンの指揮により初演された。モスクワ・フィルを指揮して、世界で初めてショスタコーヴィチの交響曲全集を録音した。

## 人物・来歴
- 1914年、モスクワ生まれ。
- 1943年、ボリショイ劇場の常任指揮者となり、1956年まで在任。
- 1960年、モスクワ・フィルハーモニー管弦楽団の音楽監督となり、1976年までそのポストにあった。
- 1967年、モスクワ・フィルと来日。この際にマーラーの交響曲第9番を日本初演した。
- 1978年、アムステルダム・コンセルトヘボウ管弦楽団に客演中のアムステルダムにおいて、オランダへの亡命を表明。同楽団にて、常任客演指揮者に就任する。
- 1980年、再来日してNHK交響楽団を指揮。
- 1981年、心臓発作のためアムステルダムにて死去。67歳没。この日、コンドラシンは、アムステルダム公演中の北ドイツ放送交響楽団の演奏会において、クラウス・テンシュテットの代役として急遽リハーサルなしでマーラーの交響曲第1番を演奏して成功を収めた後、戻ったホテルで心臓発作を起こして息を引き取った。この突然の死から、KGBによる謀殺説が囁かれたが、当時のKGBは暗殺の際に偽装自殺を用いていたため、KGBの関与の可能性は低いとされている。この時、コンドラシンは1982年からラファエル・クーベリックの後任として、バイエルン放送交響楽団の首席指揮者になることが内定していたが、実現することはなかった。

## 1981年3月7日の出来事
本来3月7日にはトロントでのコンサートが予定されていた。しかし、その後にアムステルダムでのリハーサルが予定されていたため大事をとってカナダの予定をキャンセルし、2日にシカゴからアムステルダムに到着。7日は親しい友人らを招いてコンドラシンの67歳を祝う誕生会が催された。パーティは翌8日朝まで続いた。11時に北ドイツ放送交響楽団の支配人からの電話でグスタフ・マーラーの交響曲第1番とセルゲイ・プロコフィエフの古典交響曲の指揮を懇願されるが、リハーサル時間が無いことを理由に断った。2度目の電話は内縁の妻ノルダ・ブルクストラ（Nolda Broekstra）のラジオ局時代の元同僚からであったが、放送録音の予定があった為これを断った。ノルダの説得により、マーラーの指揮のみ引き受けたが、リハーサル時間は午後2時から3時までの間の1時間のみであり、本番は直後の午後4時からだった。それでも、コンサートはポーターが祝いの言葉をかけるほど大成功だった。
コンサート終了後、コンドラシンは極度に疲労したこともあり祝いのために注がれたコニャックにも手をつけられなかった。5時30分からは別のコンサートのリハーサルがあったためそのままホールに残った。リハーサルの後、ノルダは病院へ行くことを勧めたが、コンドラシンはホテルに戻って休憩することを選んだ。部屋ではぐったりとソファーに横になり、食事も喉を通らなかった。ノルダがレフ・マルキスを駅まで車で見送り、ホテルに戻るとダヴィド・ゲリンガスからの電話があった。コンドラシンは以降誰の電話も取り次がないよう求めてバスルームへ入るが、そこで異状を訴える。ノルダに抱えられて病院へ向かおうとした矢先に心臓発作が起こり、デュラー博士の応急処置を受け、ローザ・ファインも足をマッサージしたが、午後11時の救急車到着から10分前に死亡した。のちに、マルキスはコンドラシンの時計が10時50分で止まっていたことを発見した。その晩のうちにアイザック・スターンから弔意の電話があった。葬式はコンセルトヘボウが準備し、11日木曜日に行われた。ホールではネーメ・ヤルヴィがマーラーの交響曲第5番のアダージェットを演奏した。

## 録音
ソビエト時代、国営のメロディアレーベルには、モスクワ・フィルとのショスタコーヴィチの交響曲全集以外に、ブラームス（モスクワ放送交響楽団）、バラキレフ（モスクワ・フィル）、マーラー（モスクワ・フィル、レニングラード・フィル）、ミャスコフスキー（ソビエト国立交響楽団）、ハチャトゥリアン（モスクワ・フィル）などの交響曲録音がある。
西側への亡命後、死去までの3年間には、アムステルダム・コンセルトヘボウ管弦楽団やウィーン・フィルハーモニー管弦楽団などとのライヴ録音が残されている。とくに、リムスキー＝コルサコフの交響組曲『シェヘラザード』の録音が知られる。
最後の演奏会となった北ドイツ放送交響楽団とのマーラーは、レコード時代に北ドイツ放送交響楽団の自主制作盤として極少数が発売され、それを元にした海賊盤がCDとして出回っていたが、2004年にEMIが"Emi Ndr Archive"というシリーズで、正規の放送用テープを元にしたCDを発売した。2011年11月現在、このCDは廃盤となっている。

## 放送
- 「キリル・コンドラシン　時のシルエット」"Кирилл Кондрашин. Силуэт во времени"

ロシアのテレビ局「クリトゥーラ」によるドキュメント番組。2009年3月6日放送、38分。亡命以降の妻であるノルダ・ブレクストラ、ロシアの親友ボリス・ポクロフスキー、モスクワ・フィルの同僚タチヤナ・ウスチノーヴァ、ユーリー・シモノフ、ユーリー・テミルカーノフ、ローザ・ファインなど多数出演。

## 著作
- 「キリル・コンドラシン その音楽人生」グレガー・タッシー　"Kirill Kondrashin: His Life in Music" Gregor Tassie
- 「コンドラシンは語る 音楽と人生」ヴラジーミル・ラジュニコフ　"Кондрашин рассказывает о музыке и о жизни" Ражников В.